# Euryopis potteri
Euryopis potteri là một loài nhện trong họ Theridiidae.
Loài này thuộc chi Euryopis. Euryopis potteri được Eugène Simon miêu tả năm 1901.